# Milton (manzana)
Milton es el nombre de una variedad cultivar de manzano (Malus domestica). 
Un híbrido de manzana 'White Transparent' x 'McIntosh'. Criado en 1909 por Richard Wellington en la «New York State Agricultural Experiment Station» (Estación experimental agrícola del estado de Nueva York), Geneva Estado de Nueva York. Fue introducido por la "N.Y.S. Fruit Testing Association" en los circuitos comerciales en 1923. Las frutas tienen una pulpa suave, fina y muy blanca con un sabor dulce subácido. Tolera la zona de rusticidad delimitada por el departamento USDA, de nivel 2.

## Historia
'Milton' es una variedad de manzana, procedente del cruce de 'White Transparent' x 'McIntosh', donde 'White Transparent' es Parental-Madre, y la fuente de polen del Parental-Padre es 'McIntosh'. Criado en 1909 por Richard Wellington en la «New York State Agricultural Experiment Station» (Estación experimental agrícola del estado de Nueva York), Geneva Estado de Nueva York (Estados Unidos). Fue introducido por la "N.Y.S. Fruit Testing Association" en los circuitos comerciales en 1923.
'Milton' está cultivada en diversos bancos de germoplasma de cultivos vivos tales como en National Fruit Collection (Colección Nacional de Fruta) de Reino Unido con el número de accesión: 1929-039 y Nombre Accesión : Milton.

## Características
'Milton' árbol moderadamente vigoroso y erguido que tiende a extenderse después de algunos años con ramas pendulares. Da frutos en ramas cortas con forma de espolones. La floración temprana la hace susceptible a las heladas tardías. Tiende a producir cosechas cada dos años (vecería), y es necesario aclarar el cuajado para mantener el tamaño adecuado de la fruta. Tiende a comenzar a producir bastante joven y produce cosechas consistentemente abundantes. Tiene un tiempo de floración que comienza a partir del 1 de mayo con el 10% de floración, para el 6 de mayo tiene una floración completa (80%), y para el 12 de mayo tiene un 90% caída de pétalos.
'Milton' tiene una talla de fruto mediano; forma cónica y a veces irregular, con altura 60.00mm y anchura 67.00mm, con nervaduras medias, y corona media; epidermis tiende a ser lisa y de color amarillo pálido que madura a amarillo, lavada con un rojo cereza brillante, presenta abundantes lenticelas blancas, "russeting" (pardeamiento áspero superficial que presentan algunas variedades) bajo; cáliz densamente estriado en la cuenca calicina; pedúnculo es corto y delgado, colocado en una cavidad estrecha y poco profunda; la pulpa es de color blanco brillante, de grano fino y tierna. Sabor jugoso, agridulce con toques de frambuesa. Piel delgada, se magullan con facilidad.
Muy florecido en las últimas etapas de maduración. Su tiempo de recogida de cosecha se inicia a principios de septiembre. Se mantiene unas cuatro semanas en cámara frigorífica.

## Usos
Una excelente manzana para comer en postre de mesa, y gracias a su textura firme y crujiente, también se pueden utilizar para hornear. Se utiliza también en compotas y mermeladas.

## Ploidismo
Diploide, auto estéril. Grupo de polinización: C, Día 9.